# Fraseografía
Fraseografía es una disciplina que se dedica a elaborar y poner en práctica los principios de tratamiento de las unidades fraseológicas en los diccionarios generales y fraseológicos.